# Altenstadt an der Waldnaab
Altenstadt an der Waldnaab, Altenstadt a.d.Waldnaab – miejscowość i gmina w Niemczech, w kraju związkowym Bawaria, w rejencji Górny Palatynat, w regionie Oberpfalz-Nord, w powiecie Neustadt an der Waldnaab. Leży w Lesie Czeskim, na południe od Neustadt an der Waldnaab, nad rzeką Waldnaab, przy autostradzie A93, drodze B15, B22 i linii kolejowej Monachium – Ratyzbona – Berlin.

## Dzielnice
W skład gminy wchodzą następujące dzielnice: Altenstadt an der Waldnaab, Buch, Haidmühle, Kotzau, Meerbodenreuth, Sauernlohe i Süßenlohe.

## Demografia
| Rok  | Liczba mieszk. |
| ---- | -------------- |
| 1970 | 4 090          |
| 1987 | 4 217          |
| 2000 | 5 105          |